# Arybas
Arybbas (Grieks:Ἀρύββας) was een lijfwacht (somatophylax) van Alexander de Grote. Hij kwam waarschijnlijk uit Epirus, en was een lid van het Molossische koningshuis (hij was dus een familielid van Olympias, de moeder van Alexander de Grote). Hij stierf door ziekte in Egypte in de winter van 332 v.Chr. en werd vervangen door Leonnatus.